# Arroyo Vista (California)
Arroyo Vista es un área no incorporada ubicada en el condado de El Dorado en el estado estadounidense de California.

## Geografía
Arroyo Vista se encuentra ubicada en las coordenadas 38°43′24″N 121°3′17″O / 38.72333, -121.05472.